# Shlomit Malka
Shlomit Malka (Hebreeuws: שלומית מלכה-לוי) (Rehovot, 23 december 1993) is een Israëlisch fotomodel.

## Biografie
Tijdens haar eerste jaar in militaire dienstplicht bij het Israëlisch defensieleger werd ze ontdekt als model. In 2013 was ze een van de Israel breakout models en in 2015 werd ze het gezicht van het Italiaanse lingeriemerk Intimissimi. Verder werkte ze voor L'Oréal, Armani, Ralph Lauren, Maybelline, Lancome, Chanel,  Schwarzkopf, Bershka, Bebe, en Müller Yogurt.

## Persoonlijk
In 2017 trouwde Malka met acteur en model Yehuda Levi. Datzelfde jaar kreeg ze een scooterongeluk waarvan ze volledig herstelde.